# Paris-Nice 2002
La 60e édition de la course cycliste par étapes Paris-Nice a eu lieu du 10 au 17 mars 2002. La victoire est revenue au Kazakh Alexandre Vinokourov.

## Étapes
| Étape     | Date    | Villes étapes                             | type     | Distance (km) | Vainqueur d'étape    | Leader du classement général |
| --------- | ------- | ----------------------------------------- | -------- | ------------- | -------------------- | ---------------------------- |
| Prologue  | 10 mars | Issy-les-Moulineaux – Issy-les-Moulineaux | prologue | 5,2           | László Bodrogi       | László Bodrogi               |
| 1re étape | 11 mars | Blois – Saint-Amand-Montrond              |          | 176           | Alessandro Petacchi  | Alessandro Petacchi          |
| 2e étape  | 12 mars | Moulins – Belleville                      |          | 170           | Robbie McEwen        | Alessandro Petacchi          |
| 3e étape  | 13 mars | Saint-Étienne – Saint-Étienne             |          | 156           | Laurent Jalabert     | Didier Rous                  |
| 4e étape  | 14 mars | Pertuis – mont Faron                      |          | 175           | Alexandre Vinokourov | Alexandre Vinokourov         |
| 5e étape  | 15 mars | Toulon – Cannes                           |          | 188,5         | Alessandro Petacchi  | Alexandre Vinokourov         |
| 6e étape  | 16 mars | Saint-Raphaël – col d'Èze                 |          | 175           | Dario Frigo          | Alexandre Vinokourov         |
| 7e étape  | 17 mars | Nice – Nice                               |          | 157           | Robbie McEwen        | Alexandre Vinokourov         |

## Classement final
| \| Classement général \| Classement général \| Classement général \| Classement général \| Classement général \| \| Coureur \| Coureur \| Pays \| Équipe \| Temps \| \| ------------------ \| -------------------- \| ------------------ \| ------------------------------- \| ------------------ \| \| 1er \| Alexandre Vinokourov \| Kazakhstan \| Telekom \| 30 h 39 min 27 s \| \| 2e \| Sandy Casar \| France \| La Française des jeux \| + 55 s \| \| 3e \| Laurent Jalabert \| France \| CSC-Tiscali \| + 57 s \| \| 4e \| Andrei Kivilev \| Kazakhstan \| Cofidis-Le Crédit par Téléphone \| + 59 s \| \| 5e \| Aitor Garmendia \| Espagne \| Team Coast \| + 1 min 23 s \| \| 6e \| Jens Voigt \| Allemagne \| Crédit Agricole \| + 1 min 38 s \| \| 7e \| Didier Rous \| France \| Bonjour \| + 1 min 40 s \| \| 8e \| Dario Frigo \| Italie \| Tacconi Sport \| + 1 min 44 s \| \| 9e \| Mario Aerts \| Belgique \| Lotto-Adecco \| + 1 min 44 s \| \| 10e \| Cadel Evans \| Australie \| Mapei-Quick Step \| + 2 min 17 s \| |                      |            |                                 |                  |
| |                      |            |                                 |                  |
| |                      |            |                                 |                  |
| Classement général |                      |            |                                 |                  |
| Coureur | Coureur              | Pays       | Équipe                          | Temps            |
| 1er | Alexandre Vinokourov | Kazakhstan | Telekom                         | 30 h 39 min 27 s |
| 2e | Sandy Casar          | France     | La Française des jeux           | + 55 s           |
| 3e | Laurent Jalabert     | France     | CSC-Tiscali                     | + 57 s           |
| 4e | Andrei Kivilev       | Kazakhstan | Cofidis-Le Crédit par Téléphone | + 59 s           |
| 5e | Aitor Garmendia      | Espagne    | Team Coast                      | + 1 min 23 s     |
| 6e | Jens Voigt           | Allemagne  | Crédit Agricole                 | + 1 min 38 s     |
| 7e | Didier Rous          | France     | Bonjour                         | + 1 min 40 s     |
| 8e | Dario Frigo          | Italie     | Tacconi Sport                   | + 1 min 44 s     |
| 9e | Mario Aerts          | Belgique   | Lotto-Adecco                    | + 1 min 44 s     |
| 10e | Cadel Evans          | Australie  | Mapei-Quick Step                | + 2 min 17 s     |